# Mnemic
Mnemic ist eine dänische Metal-Band. Der Name Mnemic ist eine Abkürzung für „Mainly Neurotic Energy Modifying Instant Creation“ oder aber von der griechischen Göttin des Gedächtnisses Mnemosyne abgewandelt. Die Band selbst bezeichnet ihren Stil als „Future Fusion Metal“.

## Geschichte
Die Band wurde 1998 gegründet und schaffte im Jahre 2003 mit dem Debütalbum Mechanical Spin Phenomena den Durchbruch. 2004 wurde das nicht minder erfolgreiche Album The Audio Injected Soul nachgereicht, auf dem sich unter anderem eine Coverversion des Duran-Duran-Klassikers The Wild Boys befindet.
Ihre Musik ist hörbar beeinflusst von Bands wie Fear Factory und Meshuggah. Ihre Songs bestehen stiltypisch aus komplexen, polyrhythmischen Gitarrenriffs, harten Strophen, cleanen Refrains und phrasiertem Doublebass-Drumming. Zudem komplettieren elektronische Elemente den Sound.
Am 12. September 2005 verließ der Sänger Michael Bogballe aus privaten Gründen die Band und wurde von Tony Jelencovich ersetzt, den die Band schon von den Bands Transport League und B-Thong kannte.
Anfang 2006 stieg Tony Jelencovich bei Mnemic aus. Ende Mai 2006 wurde mit Guillaume Bideau ein neuer Sänger gefunden. Guillaume verließ seine Band Scarve für Mnemic mitten in den Aufnahmen für deren neues Album.
Mnemics drittes Album Passenger erschien am 19. Januar 2007.
2009 begannen die Arbeiten an einem neuen Album, mit dem Titel Sons of the System. Es erschien am 15. Januar 2010 in Europa und am 26. Januar 2010 in Nordamerika.
Am 13. April 2011 verkündete der Bassist Tomas Koefoed seinen Ausstieg aus der Band. Ihm folgten Brian Rasmussen und Rune Stigart.
Am 8. Juni 2012 erschien das fünfte Studioalbum der Band, Mnemesis. Es war das erste Album, welches mit den neuen Bandmitgliedern Victor-Ray Salomonsen Ronander (Gitarre), Simone Bertozzi (Bass) und Brian Larsen (Schlagzeug) aufgenommen wurde.
Im November 2013 verkündete die Band, dass Gitarrist Victor-Ray Salomonsen beschlossen habe, die Band zu verlassen.
Am 26. Juni 2014 veröffentlichte Frontman und Gitarrist Mircea Gabriel Eftemie einen Brief an die Fan-Gemeinde, in dem er seinen Entschluss kundtat, Mnemic zwar nicht aufzulösen, aber zumindest auf Eis zu legen.
Sänger Guillaume Bideau verstarb am 24. Mai 2022.
Am 27. Februar 2024 verkündete die Band via Social Media ihre Wiedervereinigung.

## Diskografie

### Studioalben
- 2003: Mechanical Spin Phenomena
- 2004: The Audio Injected Soul
- 2007: Passenger
- 2010: Sons of the System
- 2012: Mnemesis

### Singles
- 2003: Liquid
- 2003: Ghost
- 2004: Deathbox
- 2005: Door 2.12
- 2007: Meaningless
- 2010: Diesel Uterus
- 2012: I've Been You